# Jurupoca
A jurupoca (Hemisorubim platyrhynchos), também conhecida por jerupoca, jeripoca, jiripoca ou braço-de-moça, é um peixe da família dos pimelodídeos, nativo do Brasil. É caracterizado por ter uma mandíbula projetada para a frente, donde seu nome de língua tupi, que significa "boca estourada".

## Etimologia
"Jurupoca", "jerupoca" e "jiripoca" são oriundos da junção dos termos tupis juru ("boca") e  pok ("arrebentar"), significando, portanto, "boca arrebentanda, estourada". É uma referência à sua mandíbula projetada para frente (prognatismo). 
"Hemisorubim" vem do grego hemi, "meio", significando, portanto, "meio surubim", numa referência à sua semelhança com os surubins. "Platyrhynchos" vem da junção dos termos gregos platýs, êia, ý ("chato") e rhýgchos, eos-ous ("bico"), ou seja, "bico chato", numa referência, novamente, a sua mandíbula projetada para frente.

## Descrição
É um peixe de água doce. É escuro, com manchas amareladas. Mede até 45 centímetros de comprimento. Costuma nadar na superfície da água e emitir um som semelhante ao pio de um pássaro, o que fez surgir a expressão popular "hoje a jiripoca vai piar". A carne é de ótima qualidade para o consumo humano.